# Kantongerecht Zutphen

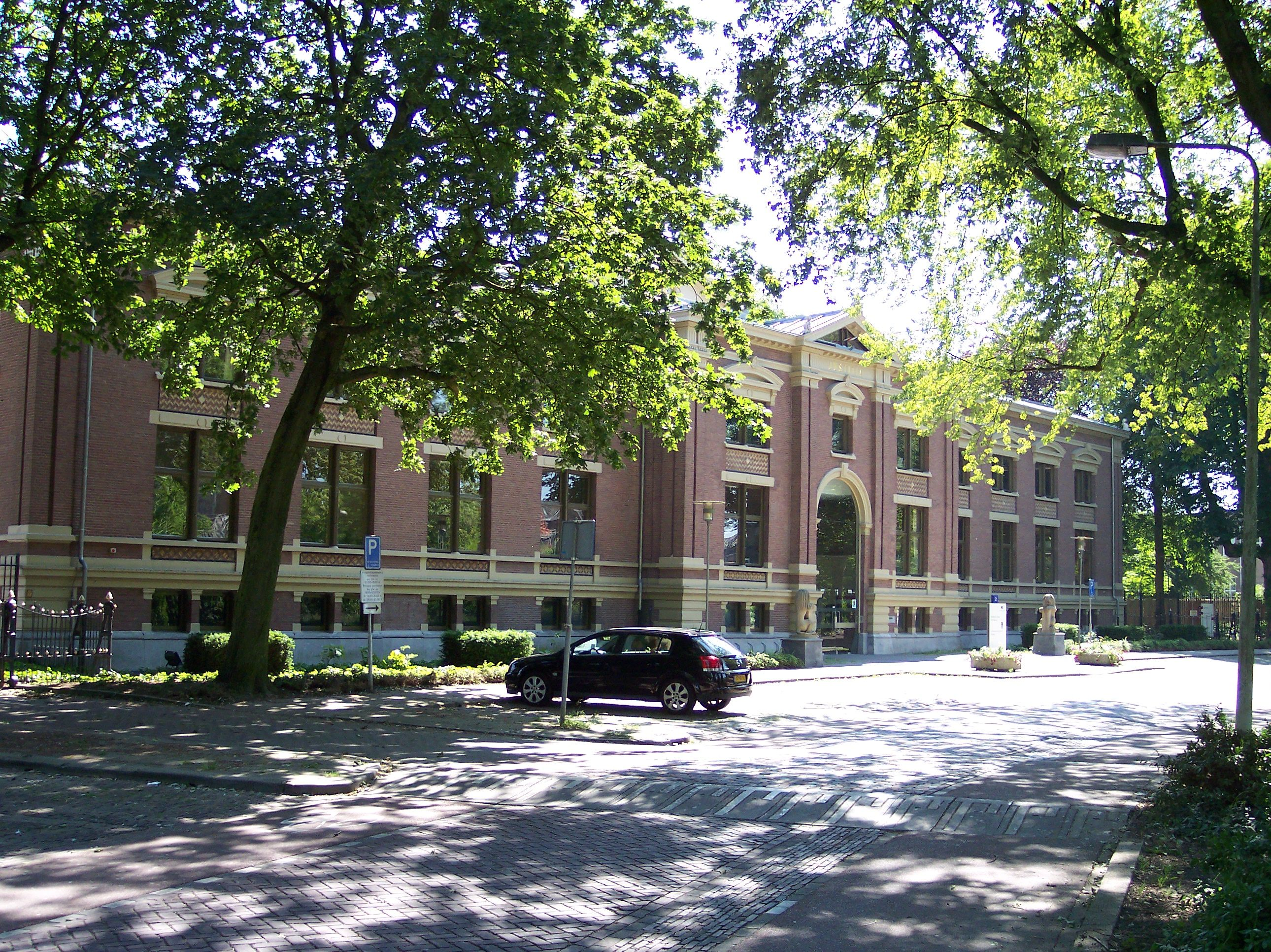
Het gerechtsgebouw

Het kantongerecht Zutphen was van 1838 tot 2002 een van de kantongerechten in Nederland. Zutphen was bij de oprichting het eerste kanton van het gelijknamige arrondissement. Het kantongerecht heeft in periodes een eigen gebouw gehad, maar was meestentijds gehuisvest samen met de rechtbank. Zutphen was een kanton der 2de klasse.